# Tacó

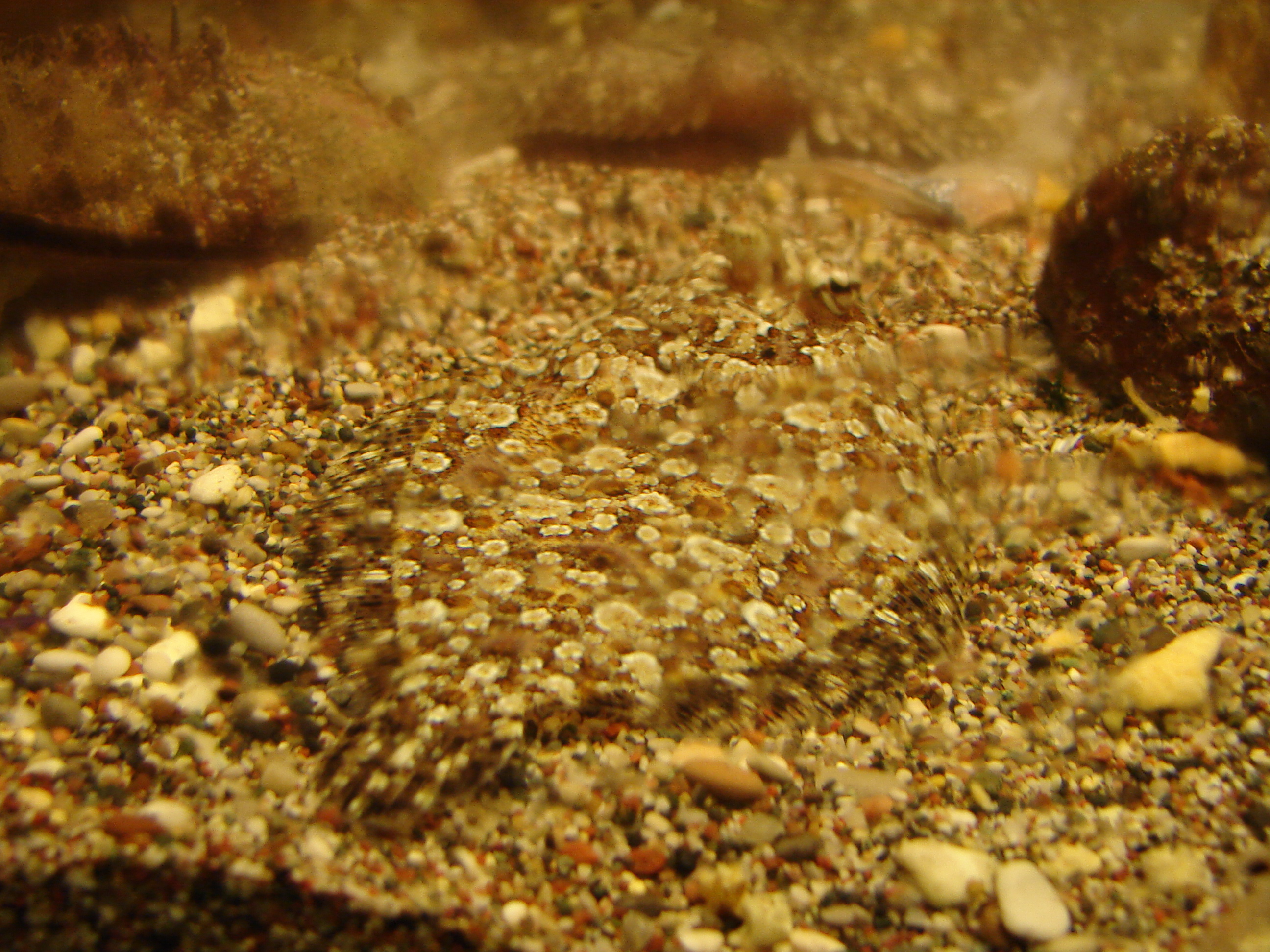
Un tacó a l'aquari de Rodes

El tacó, pedaç o puput (Bothus podas) és un peix teleosti de la família dels bòtids i de l'ordre dels pleuronectiformes.
Viu en aigües de poca fondària. Es troba a les costes de l'Atlàntic Oriental (des de Mauritània fins a Angola, incloent-hi Madeira, Cap Verd i les Canàries). També al Mediterrani i a l'Adriàtic.

## Morfologia
- Pot arribar als 45 cm de llargària total.[3]
- Té els ulls molts separats i a la banda esquerra.
- Té l'espai intraocular excavat.
- La base de l'aleta ventral dreta és més curta que l'esquerra.
- Les escates són petites, adherents, ctenoides les del cantó zenital i cicloides les del cantó cec.[4]

## Subespècies
- Bothus podas podas